# ياسمين جمال
ياسمين جمال أو ياسمين عبد الناصر (15 يونيو 1984 -)، ممثلة مصرية.

## حياتها الخاصة
اسمها بالكامل ياسمين جمال عبد الناصر، وأكدت أن والدها طبيب، وأنها ليست ابنة الممثل جمال عبد الناصر، ولا حفيدة الرئيس جمال عبد الناصر.

## مسيرتها الفنية
بدأت مشوارها الفني في منتصف تسعنيات القرن العشرين وهي طفلة من خلال مشاركتها في مسلسلي أم كلثوم وأين قلبي وشاركت في العديد من مسلسلات الأطفال إلى أن مارست الغناء منذ كانت بالتاسعة من عمرها في حفلات المدرسة إلى أن اكتشفها الملحن الموسيقي «هاني شنودة» وعرض عليها العمل في فريق واحد حمل اسم «فريق الأحلام» وكان ضمن الفريق الممثلة نور قدري ومن خلالها وثقت علاقتها بالجمهور ثم بدأت بالتمثيل فقدمت العديد من الأدوار في السينما والتلفزيون والمسرح.

## أعمالها

### من الأفلام
- بدون رقابة.
- فخفخينو.
- كامب.
- بلطية العايمة.
- كتكوت.
- شيكامارا.
- هجوم منتصف الليل.

### من المسلسلات
- بت القبايل.
- دلع بنات.
- ميراث الريح.
- بنات في بنات.
- البحر والعطشانة.
- حارة خمس نجوم.
- الشوارع الخلفية.
- مشرفة رجل لهذا الزمان.
- الصيف الماضي.
- رحيل مع الشمس.
- متخافوش.
- عبودة ماركة مسجلة.
- فتيات صغيرات.
- هيمه أيام الضحك والدموع.
- شط إسكندرية.
- الفنار.
- قصة الأمس.
- أيام الرعب والحب.
- الفريسة والصياد.
- امرأة فوق العادة.
- عسكر وحرامية.
- أين قلبي.
- أم كلثوم.
- الست أصيلة.
- ضبط وإحضار

## وصلات خارجية
- ياسمين جمال على موقع قاعدة بيانات الأفلام العربية